# Sephora

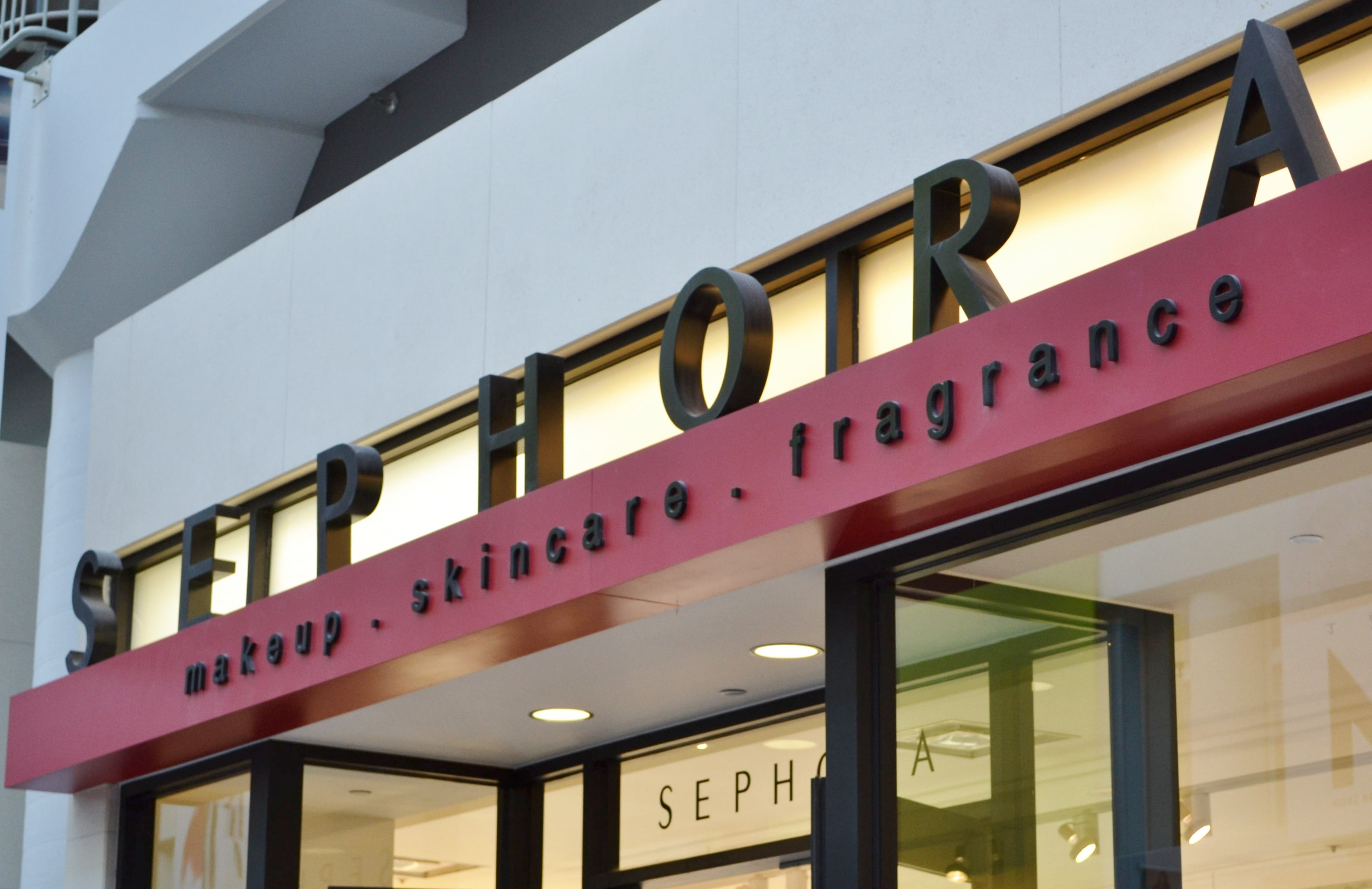
Jeden ze sklepów sieci w Toronto.

Sephora – francuska sieć sklepów specjalizujących się w sprzedaży perfum oraz różnego typu kosmetyków zarówno dla kobiet, jak i mężczyzn; od 1997 roku jest własnością koncernu LVMH.
Pierwszy sklep Sephory został otwarty w 1969 roku w Paryżu. W skład sieci wchodzi ponad 500 sklepów w których dostępne są perfumy, akcesoria oraz kosmetyki do makijażu, pielęgnacji włosów, ciała, a także do kąpieli – łącznie 186 marek.

## Sephora na świecie
| Państwo                  | Pierwszy sklep | Liczba perfumerii |
| ------------------------ | -------------- | ----------------- |
| Francja                  | 1969           | 323               |
| Chińska Republika Ludowa |                | 9                 |
| Czechy                   | 2002           | 15                |
| Grecja                   | 2000           | 82                |
| Hiszpania                | 1998           | 23                |
| Kanada                   |                |                   |
| Luksemburg               | 1996           | 2                 |
| Monako                   | 1996           | 1                 |
| Niemcy                   | 2017           | 22                |
| Portugalia               | 1998           | 12                |
| Rosja                    | 2003           | 9                 |
| Rumunia                  | 2000           | 5                 |
| Słowacja                 | 2007           |                   |
| Stany Zjednoczone        | 1998           | 478               |
| Włochy                   | 1998           | 100               |
| Polska                   | 1999           | 93                |